# Medelpads kontrakt
Medelpads kontrakt är ett kontrakt inom Svenska kyrkan i Härnösands stift.
Kontraktskoden är 1007.

## Administrativ historik
Ett kontrakt med detta namn fanns före 1900 med ungefär samma omfattning som det nyare. Det delades upp 1900 i Medelpads västra kontrakt och Medelpads östra kontrakt.
Det nyare kontraktet bildades 2012 av
hela Ljunga kontrakt med
- Attmars församling som 2016 uppgick i Tuna-Attmars församling
- Borgsjö-Haverö församling
- Stöde församling
- Torps församling
- Tuna församling som 2016 uppgick i Tuna-Attmars församling

hela Sundsvall-Timrå kontrakt
- Alnö församling
- Holms församling
- Hässjö församling
- Indals församling
- Lidens församling
- Ljustorps församling
- Njurunda församling
- Selångers församling
- Sköns församling
- Skönsmons församling som 2015 uppgick i Sundsvalls församling
- Sundsvalls Gustav Adolfs församling som 2015 uppgick i Sundsvalls församling
- Sättna församling
- Timrå församling
- Tynderö församling